# Yitzhak Ben-Ner
Yitzhak Ben-Ner (en hébreu : יצחק בן נר ou יצחק בן-נר) est un écrivain, dramaturge, scénariste, critique de cinéma et animateur d'émissions israélien né le 3 juillet 1937 à Afoula, en Palestine mandataire.

## Biographie
Ben-Ner suit des études littéraires à l'université de Tel Aviv.
Il réussit à publier ses premières nouvelles dans des revues littéraires après son service militaire. En 1967, parait L'Homme de là-bas, son premier roman.
En 1977, Ben-Ner reçoit le prix de littérature de Ramat Gan (he) et en 1981 les prix Bernstein et Agnon-Jérusalem.
Deux de ses œuvres, Atalia et Roman de gare, sont adaptées au cinéma.
Ben-Ner écrit des romans pour les adultes et pour les enfants. Ses histoires réalistes traitent des problèmes de la société israélienne contemporaine. Les personnages principaux de Ben-Ner sont sujets à de nombreux cauchemars, des insomnies et des angoisses profondes.

## Œuvres
- 1967 : L'Homme de là-bas, traduction en français : Écriture, 1994,  (ISBN 9782909240152).